# 苏联的世界语运动

1926年苏联世界语大会纪念邮票。

世界语在苏联的整个历史中受到不同程度的认可和压制。1920年代世界语被布尔什维克政府允许使用，但其国际主义性质使其在1930年代受到迫害。在斯大林的大清洗期间，世界语使用者被监禁和杀害。1953年斯大林去世后在苏联恢复合法地位，但没有恢复到大清洗前的显著成就。

## 政策
关于苏联世界语的官方政府立场的信息有限，因为涉及该主题的官方文件不多。根据1920年的一份德国新闻稿，苏联要求在公立学校教授世界语，但这个报道被人民教育委员阿纳托利·卢那察尔斯基否认。1921年新经济政策之后，苏联缩减了包括世界语在内的文化倡议。1925年，苏联邮局发行了世界上第一张世界语邮票。
列宁寻求国际间社会主义运动的合作，但他和其他布尔什维克都不认为应该用人造语言达到这个目的。列宁对世界语持怀疑态度，他认为在社会主义团体之间的国际团结之前，每个国家的革命都必须在自己的文化和语言中发生。当斯大林掌权并将重点转向一国社会主义时，他质疑国际语言的概念。
1937年大清洗开始时，苏联政府将“与外国有联系的公民”列为可疑人员类别之一。世界语使用者被贴上“间谍、犹太复国主义者和世界主义者”的标签，在斯大林统治的剩余时间内有世界语使用者被监禁或处决。苏联政府没有正式谴责或禁止世界语运动，也没有公开承认对世界语主义者的迫害。1953年斯大林去世后，对世界语的激烈迫害结束了。次年， 苏联与外国文化关系协会发表声明否认世界语在苏联是非法的。1954年，苏联没有反对联合国教科文组织承认世界语协会的措施。

## 苏联的世界语者
世界语在历史上被社会主义运动视为工人潜在的国际语言，导致该语言在苏联早期相对流行。世界语团体的流行在1917年至1921年之间大大扩展，他们寻求在世界范围内进行共产主义革命的同时进行世界语的革命。苏联政府没收了一座豪宅，并将其授予世界语社区作为“世界语之家”。世界语的几位国际倡导者也在1920年代居住在苏联一段时间，帮助推广该语言，包括创立无民族世界语协会的 Robert Guiheneuf 和 Lucien Laurat 等。根据 E.J. Dillon 的说法，到1929年，世界语是继英语、德语和法语之后苏联学校第四大最常用的外语。
苏联初期的世界语运动在运动是否应该遵循苏联意识形态、其重点应是国内的还是国际的等问题上存在分歧。1929年，苏联估计有5,726名世界语使用者，尽管苏联世界语者联盟(SEU)声称有16,066名。瓦西里·爱罗先珂是一位著名的苏联世界语作家，他在大清洗开始前不久去世。Dmitrii Snezhko 是第一个使用世界语而被捕的人，但是世界语社区直到1938年更多运动的领导人被捕后才意识到这种迫害。其他世界语使用者，如诗人Georgii Deshkin 被流放到西伯利亚。
虽然政府对世界语者的迫害在斯大林时代后结束，但苏联的世界语者人数已大大减少。苏联世界语者与全球世界语者社区之间的联系在1950年代恢复。1957年在莫斯科举办了世界青年节，汇集了来自26个国家的世界语使用者。 1963世界语世界大会组成了苏联代表团。1979年才重新成立了苏联全国的世界语组织。

### 苏联世界语者联盟 (1921)
苏联世界语者联盟成立于1921年，旨在团结苏联的世界语使用者，领导人是欧内斯特·德雷仁。德雷仁提倡使用世界语来建立苏联工人与其他国家工人之间的交流，并且在1920年代共产主义团体之间发送了数千封信件。 到1920年代后期，联盟的人数增长到了 10,000 人。为促进世界语的使用，联盟发布了以世界语书写可供报纸刊出的信件的指导方针。这种写信的策略在1920年代后期开始遭到强烈反弹，因为当时苏联和外国社会主义者之间的交流表明，资本主义下的工作条件并不比苏联下的工作条件差，或者以其他方式暗示了共产主义革命没有成功。
世界语者联盟在1930年代改变策略，减少宣传，更多地关注语言的实际使用。不宣传世界语为一种革命性的语言，而是鼓励它作为一种爱好和日常生活使用。联盟的成员在1930年代中期有所增加，但世界语者联盟成为了斯大林主义清洗世界语的一个目标。大清洗中，领导人德雷仁于1937年10月27日被枪杀。1957 年，苏联平反了德雷仁，并于1989年恢复他的共产党党籍。

### 苏联世界语者协会 (1979)
随着对世界语使用者的镇压消失，组织重建。1969年“苏联世界语青年运动”成立，1979年“苏联世界语协会”成立。即使与其他共产主义国家的世界语团体相比，该协会的影响力也很有限。